# Dorin Dîrstaru
Dorin Dîrstaru (n. 4 aprilie 1958) este un fost deputat român în legislatura 1996-2000, ales în județul Dâmbovița pe listele partidului Convenția Democrată Română.